# Medetera crassivenis
Medetera crassivenis är en tvåvingeart som beskrevs av Charles Howard Curran 1928. Medetera crassivenis ingår i släktet Medetera och familjen styltflugor. Inga underarter finns listade i Catalogue of Life.